# Llet i mel
Llet i mel (anglès: Milk and Honey) és una obra literària de l'autora indocanadenca Rupi Kaur publicada el 2014. Conté ficció abstracta i no-ficció en forma de poesia i prosa. Tracta aspectes de la supervivència, del feminisme i de les relacions interpersonals.
Es divideix en quatre capítols, cadascun amb un propòsit i una rellevància diferents segons les vivències de l'autora. Il·lustrats amb traços senzills, exploren amb profunditat la violència, l'abús, l'amor, la pèrdua i la feminitat. Les parts es titulen, respectivament, patir, estimar, trencar i guarir-se.
Kaur ha esmentat els seus antecedents culturals com una forta inspiració per a definir l'estil del llibre, a més de voler-lo fer accessible a un públic ampli. L'estil i els temes simplistes del llibre han generat certes crítiques negatives i rumors entorn de Kaur mateix. Concretament, alguns han reduït el seu treball a poesia d'Instagram perquè l'artista empra Instagram per a fer-lo conèixer.

## Rerefons
Kaur va néixer a l'estat indi del Panjab i es va traslladar al Canadà a quatre anys. A casa seva predominaven els valors del poble del Panjab, marcats pel sikhisme: només hi parlaven panjabi. Ella va començar a llegir, dibuixar, escriure poesia i pintar, però com que no sabia anglès li va costar Déu i ajuda fer amistats. Finalment, va aprendre l'idioma i va adonar-se del gust que sentia per la poesia en veu alta a les nits de micròfon obert comunitàries. A mesura que creixia, va continuar a recitar els seus escrits en esdeveniments d'aquesta mena i va arribar a reunir un grup de seguidors interessats a veure versions més extenses dels seus versos en format llibre.

## Contingut
Llet i mel es divideix en 4 capítols temàtics: patir (de 30 poemes), estimar (de 32 poemes), trencar (de 60 poemes) i guarir-se (també de 60 poemes). Alguns dels poemes venen acompanyats de dibuixos fets per la mateixa Kaur. Aquest recull utilitza terminologia sexual, llenguatge accessible i parla del trauma psicològic. El llibre està recomanat per a majors de 14 anys. Kaur intercala en la veu poètica pronoms de primera i segona persona i trenca les regles convencionals de la poesia occidental per tal d'honrar la seva llengua familiar, el panjabi. Escriu en lletra minúscula i fa servir una puntuació minsa, imitant o recordant a la redacció pròpia del panjabi.
El primer capítol, patir, explica l'agressió sexual, l'abús i els problemes familiars a través de l'òptica empírica de l'autora. El següent capítol, estimar, té un to més suau, car tracta a grans trets sobre experiències positives. Els crítics han descrit els poemes com «dolços i plens de les emocions d'enamorar-se de l'amor i de la vida». A continuació, trencar retorna el lector a una part obscura de la vida de l'autora. Aquests texts es relacionen amb la seva tristesa després d'una ruptura amorosa. Mentre parla dels efectes de la pèrdua de l'amor, elabora una llista de coses a fer per a encarar-los. L'últim capítol, guarir-se, és un intent de consolar i mostrar a les dones que haurien d'abraçar qui són i que són valuoses, independentment del que hagin hagut d'enfrontar. Aquesta secció també parla de deixar fluir les emocions perquè són importants per a enfortir-se i millorar.

## Publicació
Llet i mel es va publicar originalment el 4 de novembre del 2014. Se n'han venut més de 3 milions d'exemplars. El 7 de juny de 2020, havia aparegut durant més de 165 setmanes a la llista dels més venuts del New York Times i en tant que supervendes va contribuir al seguiment que tenia Kaur a les xarxes socials.
D'entrada cap editorial va confiar en el producte, així que, havent après disseny i edició a la universitat, Kaur va decidir autoeditar el llibre. Més tard, es va ser reeditat per Andrews McMeel Publishing. Ha estat traduït a 25 idiomes, d'entre els quals el català per part de Bel Olid el 2022 a través de l'Editorial Empúries.

## Recepció
La poesia de Kaur ha estat descrita com senzilla i fàcilment llegible, i se li atribueix la capacitat de fer canviar el parer de la gent sobre la poesia, perquè segons Rob Walker de The Guardian «les diu tal com raja». Llet i mel va rebre crítiques per dependre massa de l'estil de la poesia d'Instagram fins al punt que la revista Bustle va assegurar que Kaur i el llibre «han suportat diligentment el pes d'aquestes crítiques. Per cada ressenya positiva de l'obra de Kaur, hi ha almenys una crítica mordaç, que pot partir de la interacció genuïna amb la seva escriptura fins a disbarats com l'afirmació que era la mera mercantilització del seu llinatge sud-asiàtic». El crític John Maher de Publishers Weekly va definir Kaur com una «figura polaritzadora» per a la publicació i difusió de la literatura i per als mitjans de comunicació, ja que podria tornar a fer rendible la poesia. A més, Maher va constatar que, mentre que una enquesta del 2015 va informar d'una caiguda de l'interès per la poesia en térmens econòmics entre 1992 i 2012, el nombre de vendes de poemaris es va duplicar el 2017, dos anys després del llançament de Llet i mel.
D'altra banda, Chiara Giovanni va posar en dubte la capacitat de Kaur de representar l'empoderament femení. Concretament, va dir: «M'incomoda profundament que l'autoproclamada portaveu de la feminitat del sud d'Àsia sigui una dona jove privilegiada d'Occident». El llibre també va rebre comentaris de desgrat per considerar que el treball de Kaur era plagiat del de la cèlebre poeta Nayyirah Waheed. Els crítics van fer al·lusió a similituds inconfusibles entre l'estil de totes dues, consistent en poemes curts amb puntuació irregular i salts de línia constants, i l'ús de les mateixes imatges.
Finalment, el febrer del 2022, Llet i mel va figurar en la 47a posició d'una llista de 50 llibres que els pares conservadors volien prohibir a les escoles públiques de Texas, als Estats Units. Kaur va qualificar la prohibició de «pertorbadora» en una entrevista al canal de notícies CTV News.